# Milník (řízení projektu)
Milník (anglicky Milestone) v oboru řízení projektů je jednoznačně definovanou významnou událostí v průběhu projektu. Jde o časový okamžik, kdy se obvykle ověřuje a měří, jaká část výsledků projektu byla dokončena. V harmonogramu projektu mívá milník obvykle nulovou délku trvání. Účelem milníku je obvykle kontrola projektu, přijetí rozhodnutí, nebo přejímka dílčí části, nebo hotového produktu.

## Využití milníků v projektové praxi
Milníky jsou zařazovány do harmonogramu projektu v souladu se svým účelem (viz definice) a podle potřeb konkrétního projektu.
Milníky lze také využít pro jednoduché sledování postupu projektu. V takovém případě je doporučeno zařadit milníků více, tak aby umožnily požadovanou frekvenci sledování. Sledování a reportování postupu podle milníků projektu je popsáno v tzv. Milníkové metodě. Pro tuto metodu je používána zkratka MTA (Milestone Trend Analysis) . Metodu lze vylepšit kombinací s metodou EVM.
Tato metodika je implementována v některých významných softwarech a informačních systémech řešících danou problematiku. Z oboru velkých ERP je to například SAP (anglicky).
V oblasti specializované na řízení projektů jde například o MS Project a MS Project Server, kde je dostupná tato metoda jako produkt třetí strany.
Milníkovou metodu, ještě dále rozšířenou využívá i Star Gate Model. Zde jsou milníky chápány jako brány (gates) a součástí milníků takového typu je potom rozhodování o úplném zastavení, pozastavení nebo pokračování v projektu.